# Dente del Gigante
Dente del Gigante (fr. Dent du Géant) – szczyt w Masywie Mont Blanc, w grupie górskiej Jorasses. Leży na granicy między Francją (departament Górna Sabaudia), a Włochami (region Dolina Aosty). Szczyt można zdobyć ze schronisk Refuge du Couvercle (2687 m) po stronie francuskiej oraz Rifugio Torino (3322 m i 3375 m 2 budynki) po stronie włoskiej.
Pierwszego wejścia dokonali William Woodman Graham, Auguste Cupelin i Alphonse Payot 20 sierpnia 1882 r.